# André-Hippolyte Lemonnier

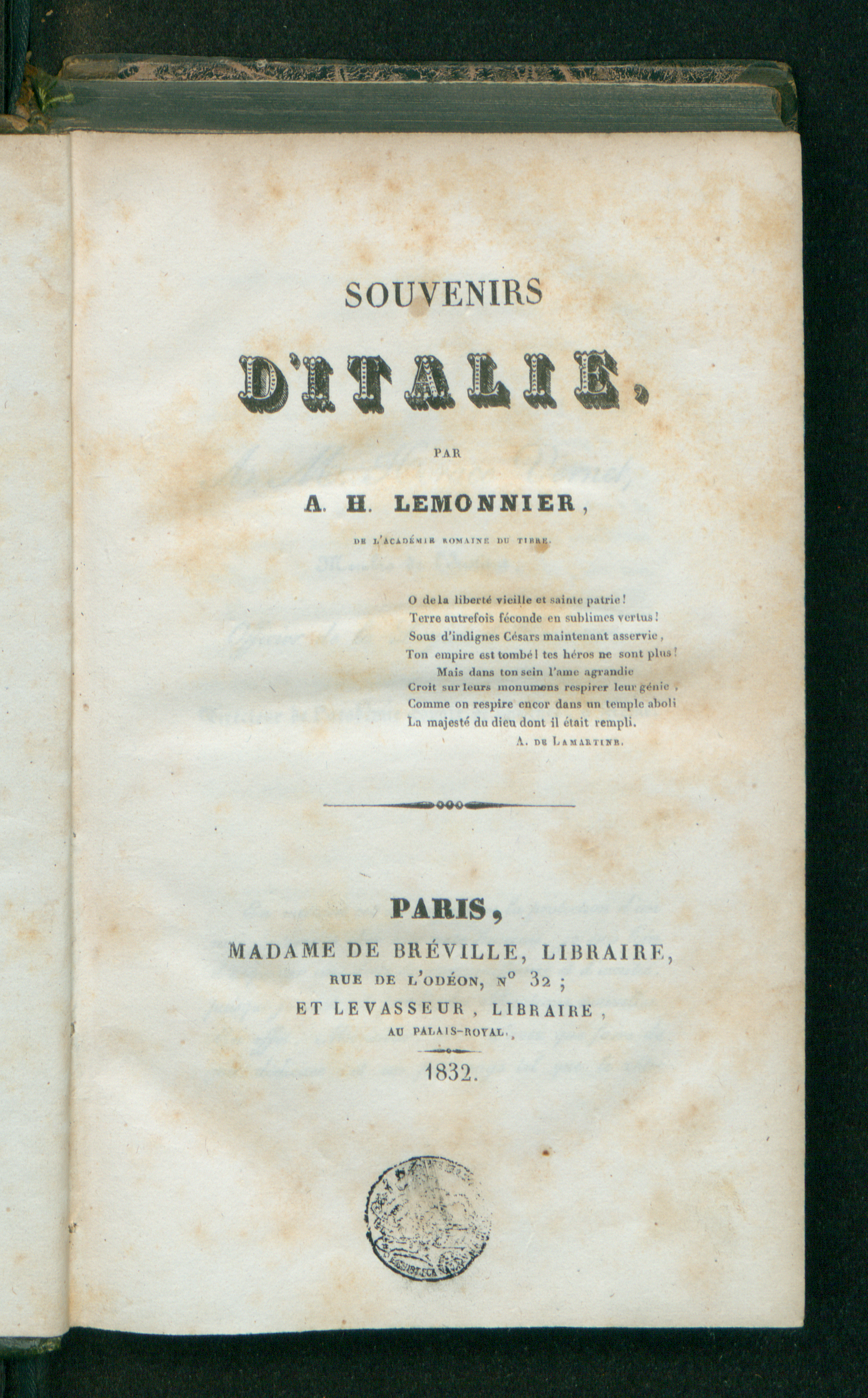
Souvenirs d'Italie, 1832. Da BEIC, biblioteca digitale

André-Hippolyte Lemonnier (Parigi, 1794 – 1871) è stato un poeta, saggista e viaggiatore francese.

## Biografia
Figlio del pittore Anicet Charles Gabriel Lemonnier, compì studi giuridici laureandosi in giurisprudenza all'Università di Strasburgo nel 1817 e divenne avvocato.
Fu segretario dell'Accademia di Francia a Roma dal 1827 al 1831 e membro dell'Accademia romana del Tevere. Pubblicò nel 1832 Souvenirs d'Italie.